# Hryhorij Krawczenko
Hryhorij Pantelijowycz Krawczenko (ukr. Григорій Пантелійович Кравченко, ros. Григорий Пантелеевич Кравченко, Grigorij Pantalejewicz Krawczenko) (ur. 29 września?/12 października 1912 we wsi Głubowka, zm. 23 lutego 1943 we wsi Sinjawino) – radziecki generał porucznik, pilot, as myśliwski, dwukrotny Bohater Związku Radzieckiego

## Życiorys
Urodził się we wsi Hołubiwka w guberni jekaterynosławskiej (obecnie znajdującej się w obwodzie dniepropetrowskim, rejonie nowomoskowskim) w rodzinie chłopskiej. W 1914 roku wyjechał z rodziną do Kazachstanu i mieszkał we wsi Pachomowka w obwodzie pawłodarskim, a od 1923 roku we wsi Zwierinogołowskoje w obwodzie kurgańskim. W 1931 roku ukończył Moskiewskie Techniku Gospodarki Ziemią.
W 1931 roku został powołany do Armii Czerwonej i w 1932 roku ukończył Kaczyńską Wojskową Wyższą Szkołę Lotniczą Pilotów i został pilotem myśliwskim. Początkowo był pilotem instruktorem w szkole. Następnie przeszedł do jednostek bojowych. W 1934 roku został pilotem-doświadczalnym w Naukowo-Doświadczalnym Instytucie Sił Powietrznych ZSRR, gdzie testował w powietrzu nowe rodzaje lotniczych karabinów maszynowych.
W lutym 1938 roku na ochotnika zgłosił się do wyjazdu do Chin, gdzie był kolejno dowódcą klucza, oddziału i eskadry lotniczej. Uczestniczył tam w walkach z lotnictwem japońskim w rejonie Kantonu, Haikou na południu Chin. W walkach brał udział do sierpnia 1938 roku, w tym czasie brał udział w 76 lotach bojowych oraz zestrzelił 6 samolotów przeciwnika. W tym czasie był dwukrotnie zestrzelony, raz lądując w przygodnym terenie a drugi raz lądując na spadochronie.
We wrześniu 1938 roku powrócił do ZSRR i od listopada był pilotem-doświadczalnym w Naukowo-Doświadczalnym Sił Powietrznych, gdzie był oblatywaczem nowych wersji samolotu myśliwskiego I-15 oraz samolotów I-153 i DI-6. W dniu 22 lutego 1939 roku za męstwo i odwagę w czasie walk w Chinach został wyróżniony tytułem Bohatera Związku Radzieckiego.
W okresie od czerwca do września 1939 roku wziął udział w walkach nad Chałchin-Goł, gdzie był kolejno dowódcą eskadry a następnie 22 pułku myśliwskiego. W czasie tych walk brał udział w licznych walkach, w czasie których zestrzelił 3 samoloty indywidualnie i 4 wspólnie z innymi pilotami. W dniu 29 sierpnia 1939 roku po raz drugi został wyróżniony tytułem Bohatera Związku Radzieckiego i był wspólnie z mjr S. Gricewiczem, pierwszym  który otrzymał ten tytuł po raz drugi.
W okresie od września do października 1939 roku uczestniczył w agresji ZSRR na Polskę na terenie zachodniej Ukrainy.
W czasie wojny zimowej został dowódcą specjalnej grupy lotniczej stacjonującej w Estonii, składającej się z 2 pułków myśliwskich i 2 pułków bombowych.
W czerwcu 1940 roku został dowódcą sił powietrznych Specjalnego Nadbałtyckiego Okręgu Wojskowego, w 1941 roku ukończył wyższy kurs dowodzenia przy Akademii Sztabu Generalnego ZSRR.
W czerwcu 1941 roku został dowódcą 11 Mieszanej Dywizji Lotniczej, walczącej na Froncie Zachodnim i Briańskim. Od listopada 1941 roku do marca 1942 roku był dowódcą lotnictwa 3 Armii Frontu Briańskiego, a od marca do maja 1942 roku był dowódcą 8 uderzeniowej grupy lotniczej Odwodu Naczelnego Dowództwa.
Od maja 1942 roku był organizatorem a następnie dowódcą 215 Dywizji Lotnictwa Myśliwskiego, którą dowodził w walkach na Froncie Kalinińskim (listopad 1943 – styczeń 1943) i Wołchowskim (styczeń – luty 1943).
W dniu 23 lutego 1943 roku zginął w czasie lotu bojowego w rejonie wsi Sinjawino w obwodzie leningradzkim, rejonie kirowskim, podczas walki z niemieckimi samolotami myśliwskimi. Do momentu śmierci w okresie od czerwca 1941 do lutego 1943 roku uczestniczył w licznych lotach bojowych i zestrzelił 4 samoloty przeciwnika.
Pochowany został na cmentarzu przy Murze Kremlowskim.

## Odznaczenia
- Medal „Złota Gwiazda” Bohatera Związku Radzieckiego (dwukrotnie) (22 lutego 1939, 29 sierpnia 1939)
- Order Lenina (dwukrotnie)
- Order Czerwonego Sztandaru (dwukrotnie, 14 listopada 1938 i 19 stycznia 1940)
- Order Wojny Ojczyźnianej II klasy (22 lutego 1943)
- Order „Znak Honoru” (25 maja 1936)
- Order Czerwonego Sztandaru (Mongolia, 10 sierpnia 1939)